# Américo Aguilera
Américo Aguilera (Córdoba, 1899-Buenos Aires, 1938) fue un periodista y político argentino, intendente municipal de la ciudad de Córdoba en 1930.

## Datos biográficos
Nació en Córdoba en 1899. Inició sus estudios superiores en la Universidad Nacional de Córdoba. Aunque no llegó a recibirse, fue dirigente estudiantil en el ámbito del reformismo.
Se incorporó a la Unión Cívica Radical, destacándose como orador. En repetidas oportunidades fue miembro de la Convención Nacional y en la década de 1930 fue delegado al Comité Nacional de su partido.
Fue senador provincial y durante 1928 llegó a ser presidente provisional del senado cordobés.
En 1929 la municipalidad de Córdoba fue intervenida por el gobierno provincial. Con miras a los comicios para elegir a un nuevo intendente, en octubre de dicho año la UCR proclamó como candidato a Américo Aguilera, por tratarse de una figura que gozaba del apoyo de las diferentes facciones del radicalismo local.
Los comicios tuvieron lugar el 9 de marzo de 1930 y Aguilera venció ajustadamente con 13302 votos al candidato del Partido Demócrata, Emilio E. Sánchez, quien obtuvo 12653 sufragios.
Aguilera asumió como intendente el 20 de marzo de 1930. No llegó a completar su mandato -que se extendía hasta el 1° de mayo de 1932-, pues fue separado del cargo por el golpe de Estado del 6 de septiembre de aquel año.
En las elecciones legislativas de 1936 fue elegido diputado nacional por la provincia de Córdoba. Falleció ocupando la banca el 5 de abril de 1938.
Un espacio verde de la ciudad de Córdoba lleva su nombre desde 1939.